# واکسوایلر
واکسوایلر (به آلمانی: Waxweiler) یک شهر در آلمان است که در بیتبورگ-پروم واقع شده‌است.